# 坂本誠志郎
坂本 誠志郎（さかもと せいしろう、1993年11月10日 - ）は、兵庫県養父郡養父町（現：養父市）出身のプロ野球選手（捕手）。右投右打。阪神タイガース所属。

## 経歴

### プロ入り前
小学1年生から野球を始め、養父市立養父中学校時代は軟式野球部に所属。
履正社高等学校への進学後、1年時の秋から正捕手となり、2年夏・3年春と2季連続で甲子園大会へ出場した。3年春の選抜大会では準決勝まで進出。3年時には主将に就任している。1学年先輩に山田哲人が、2学年後輩に宮本丈がいた。

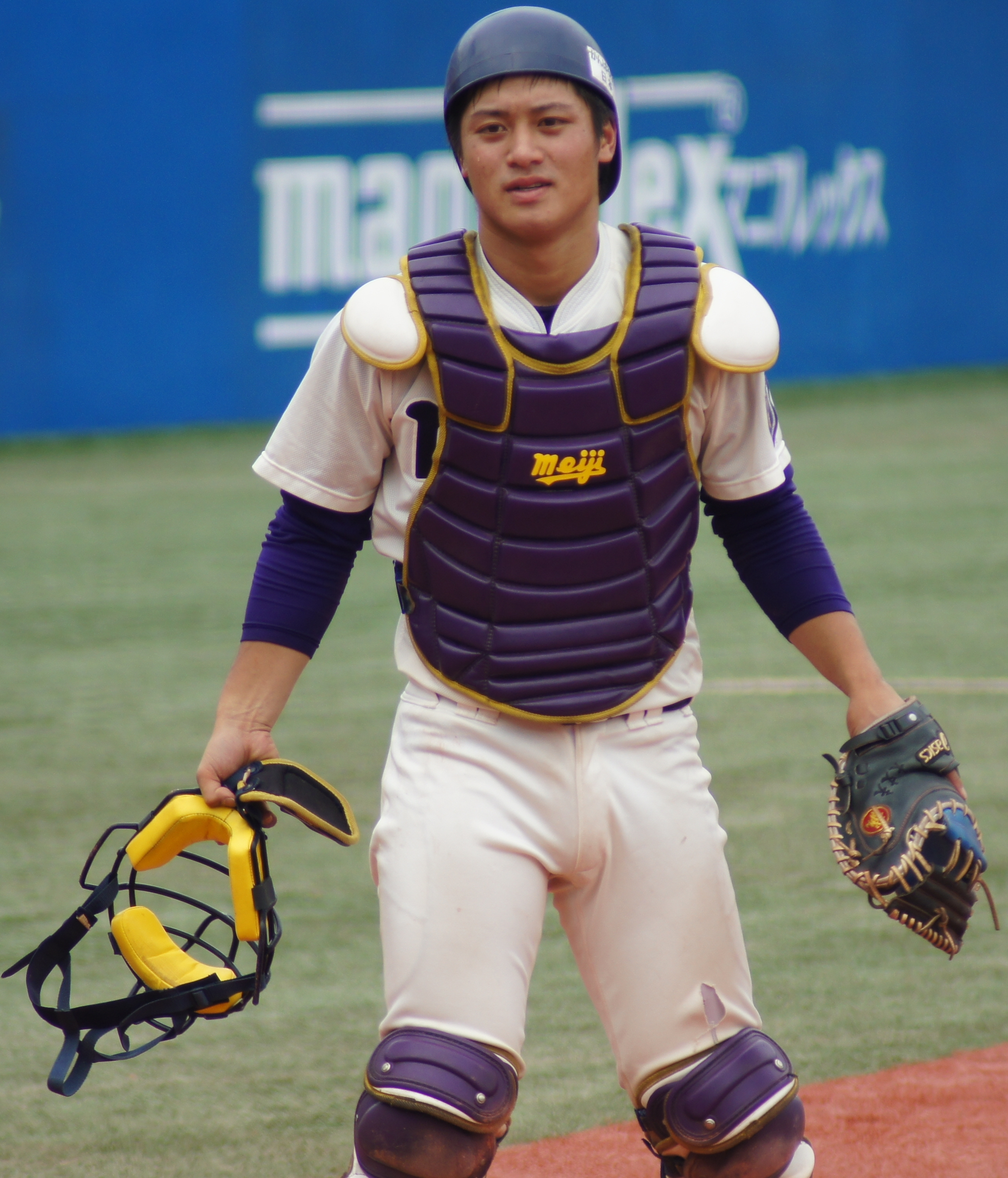
明治大学時代
（2013年6月15日）

明治大学へ進学すると、1年春からリーグ戦に出場。1年秋から正捕手に定着すると、2年時には2季連続でベストナインに選ばれた。4年時には主将に就任。ベストナイン2回を記録。同級生の髙山俊、1学年先輩の糸原健斗とは後に阪神でもチームメイトになっており、1学年先輩に山崎福也、1学年後輩には柳裕也がいる。第27回ハーレムベースボールウィークと2015年夏季ユニバーシアードには、日本代表の主将として出場した。
2015年10月22日に行われたドラフト会議では、阪神タイガースから2位指名を受け、契約金7000万円、年俸1200万円（金額は推定）で入団した。養父市出身者としては初めてのプロ野球選手となった。背番号は12。なお、大学のチームメイトである高山も、阪神からの1位指名を受け、入団した。

### プロ入り後
2016年、新人では唯一沖縄宜野座での春季キャンプに参加、キャンプ終了まで一軍に帯同した。開幕を二軍で迎えた後、5月5日にプロ入り後初めての出場選手登録を果たしたが、出場機会がないまま同月18日に登録を抹消。7月14日のフレッシュオールスターゲーム（倉敷マスカットスタジアム）ではウエスタン・リーグ選抜の「8番・捕手」として先発出場。その後、7月19日の対読売ジャイアンツ（巨人）戦（甲子園）で「8番・捕手」として先発出場し一軍公式戦デビューを果たした。この頃より、梅野隆太郎の不振などを背景に一軍での出場機会が増加。黒田博樹が日米公式戦通算200勝を達成した7月23日の対広島東洋カープ戦（MAZDA Zoom-Zoom スタジアム広島）では、4回裏の守備から出場すると、7回表の打席で黒田からプロ入り後初安打を記録した。8月24日の対横浜DeNAベイスターズ戦（横浜スタジアム）では藤浪と初めてバッテリーを組み、プロ初本塁打を放った。最終的に一軍で28試合に出場、打率.200、1本塁打、2打点にとどまった。
2017年は、一軍正捕手候補の1人として前年に続いて一軍春季キャンプに参加。しかし、教育リーグで死球によって右手親指を骨折し、公式戦の開幕後も二軍での調整に専念した。7月6日の対DeNA戦（横浜）でシーズン初出場を果たすと、以降の試合では梅野と併用により出場機会を得、梅野が打撃不振に陥った8月下旬からは18試合連続でスタメンマスクを任されるなど正捕手格として起用された。9月2日の対中日ドラゴンズ戦（甲子園）では、シーズン1号本塁打を含む3安打4打点という内容でプロ入り初猛打賞を達成。9月8日の対DeNA戦（甲子園）では、通算2000安打を達成した鳥谷敬を三塁に置いた状態で、シーズン2号本塁打を記録した。しかし、9月19日のチーム全体練習内でフリーバッティング中に左脇腹の筋挫傷を発症。翌20日に出場選手登録を抹消され、そのままシーズンを終えた。一軍公式戦全体では、42試合の出場で、打率.248、2本塁打、17打点という成績を残した。
2018年、プロ入り後初めて開幕一軍入りを果たすも、梅野が開幕から正捕手に定着したことから、シーズンの大半を二軍で過ごした。ウ・リーグ公式戦では、チーム内で長坂拳弥に次ぐ38試合でマスクを被り、二軍の8年ぶりリーグ優勝に貢献。一軍公式戦では、自己最少の15試合の出場にとどまり、打率.154、1打点と精彩を欠いた。シーズン終了後、大学時代から6年間交際を続けてきた女性と結婚。
2019年、前年に続いて開幕一軍入り。開幕後から捕手2人制を採用したチーム事情から、シーズン序盤は梅野に次ぐ第二捕手の座を長坂、岡﨑太一らと争いながら一軍と二軍を行き来する形となった。6月末に昇格して以降は一軍に定着し、シーズン終了まで一軍に帯同。自身2シーズンぶりの本塁打を記録するも、梅野が正捕手の地位を固めていたことから梅野の休養日を中心とした出場にとどまり、20試合の出場で打率.175、2本塁打、3打点に終わった。シーズン終了後、右肘のクリーニング手術を受けた。
2020年、前年を上回る38試合に出場して打率.213の成績を残した。12月11日に推定年俸1500万円（前年から100万円増）で契約を更改した。
2021年、最終盤に11試合連続で先発出場するなどキャリアハイとなる45試合に出場して打率.185、1本塁打、6打点を記録。12月3日に500万円増となる推定年俸2200万円で契約を更改した。12月4日、ファン感謝デー内で実施された新キャプテン総選挙（選手間投票）で、大山悠輔、近本光司を抑え新キャプテンに決定した。
2022年はオープン戦で打率.389（18打数7安打）と好調な打撃でアピールしたが、開幕マスクは梅野に譲った。セ・パ交流戦では、打率1割台ながら好リードを評価され青柳晃洋と共に月間最優秀バッテリー賞を獲得した。シーズン通して梅野、長坂らとの併用が続き、キャリアハイとなる60試合（スタメン50試合）に出場。600万円増となる2800万円（推定）で契約を更改した。
2023年、岡田彰布監督の意向により梅野と併用され、村上頌樹と大竹耕太郎が先発登板した試合すべてでマスクを被った。さらに8月に梅野が左手首尺骨の骨折で離脱したため、残りの全試合で先発出場。クライマックスシリーズと日本シリーズでも先発出場し、18年ぶりのリーグ優勝および38年ぶりの日本一に貢献した。シーズン終了後の11月10日に、自身初となるゴールデングラブ賞を受賞。12月10日に4200万円増となる推定年俸7000万円で契約を更改した。
2024年は64試合に出場し、打率.223、0本塁打、12打点を記録。同年に取得した国内FA権を行使せずに残留することを決め、11月13日に3000万円増となる推定年俸1億円プラス出来高払いで4年契約を結んだ。

## 選手としての特徴
投手の長所を引き出すインサイドワークと正確なコントロールを備えた送球が持ち味。フレーミングにも定評があり、ダルビッシュ有は「日本人選手で組みたいキャッチャー」の1人に坂本の名前を挙げている。また、配球面も評価を受けている。
投球動作解析機器「ラプソード」に基づいたデータを用いて配球を行っている。
2021年、本塁打を打った選手にかける「虎メダル」を自作し定着させるなど、チームのムード作りの一端を担った。
2025年から阪神タイガースに加入したデュプランティエから「配球の天才」とべた褒めされた。

## 人物
特技はスキーで、養父市の地域柄スキーは幼少期から身近であった。親戚にもスキー場のロッジを持っている人物がおり、そこでスキー板を借りてよく滑りに行っていたという。小学生時代は放課後父親と共にナイタースキーに興じ、高校時代は北海道でスキー検定の上級クラスを受験した。腕前に関しては、「あくまで『履正社の中では上手い』というレベル」「今やスキーと言えば根尾昂君」と語っている。
また英会話も得意で、中学3年の時点で実用英語技能検定準2級を取得したほどの語学力を持ち、外国人投手とも英語でコミュニケーションを図っている。
高校、大学、大学日本代表の各世代で主将を務めたキャプテンシーの持ち主。明治大学時代の監督である善波達也や、2019年シーズンに阪神の一軍監督へ就任した矢野からも高く評価されている。
2021年12月10日、兵庫県庁を訪問し、「ひょうご新型コロナウイルス対策支援基金」に係る寄付金を贈呈。荒木一聡副知事からは感謝状を送られた。

## 詳細情報

### 年度別打撃成績
| 年 度     | 球 団     | 試 合 | 打 席 | 打 数 | 得 点 | 安 打 | 二 塁 打 | 三 塁 打 | 本 塁 打 | 塁 打 | 打 点 | 盗 塁 | 盗 塁 死 | 犠 打 | 犠 飛 | 四 球 | 敬 遠 | 死 球 | 三 振 | 併 殺 打 | 打 率 | 出 塁 率 | 長 打 率 | O P S |
| --------- | --------- | ----- | ----- | ----- | ----- | ----- | -------- | -------- | -------- | ----- | ----- | ----- | -------- | ----- | ----- | ----- | ----- | ----- | ----- | -------- | ----- | -------- | -------- | ----- |
| 2016      | 阪神      | 28    | 55    | 45    | 4     | 9     | 2        | 1        | 1        | 16    | 2     | 0     | 0        | 6     | 0     | 4     | 1     | 0     | 14    | 3        | .200  | .265     | .356     | .621  |
| 2017      | 阪神      | 42    | 132   | 113   | 13    | 28    | 5        | 0        | 2        | 39    | 17    | 0     | 0        | 3     | 0     | 15    | 1     | 1     | 32    | 1        | .248  | .341     | .345     | .686  |
| 2018      | 阪神      | 15    | 16    | 13    | 1     | 2     | 1        | 0        | 0        | 3     | 1     | 0     | 0        | 0     | 1     | 2     | 0     | 0     | 7     | 0        | .154  | .250     | .231     | .481  |
| 2019      | 阪神      | 20    | 44    | 40    | 2     | 7     | 0        | 0        | 2        | 13    | 3     | 0     | 0        | 3     | 0     | 1     | 1     | 0     | 8     | 2        | .175  | .195     | .325     | .520  |
| 2020      | 阪神      | 38    | 95    | 75    | 5     | 16    | 4        | 0        | 0        | 20    | 4     | 1     | 1        | 7     | 0     | 13    | 0     | 0     | 20    | 1        | .213  | .330     | .267     | .596  |
| 2021      | 阪神      | 45    | 73    | 65    | 4     | 12    | 2        | 1        | 1        | 19    | 6     | 0     | 0        | 2     | 1     | 5     | 0     | 0     | 21    | 0        | .185  | .239     | .292     | .532  |
| 2022      | 阪神      | 60    | 151   | 127   | 5     | 24    | 3        | 0        | 0        | 27    | 6     | 0     | 0        | 7     | 0     | 13    | 2     | 4     | 26    | 1        | .189  | .285     | .213     | .497  |
| 2023      | 阪神      | 84    | 289   | 243   | 10    | 55    | 5        | 1        | 0        | 62    | 21    | 0     | 0        | 18    | 5     | 19    | 1     | 4     | 62    | 4        | .226  | .288     | .255     | .543  |
| 2024      | 阪神      | 64    | 218   | 193   | 11    | 43    | 3        | 0        | 0        | 46    | 12    | 0     | 0        | 10    | 1     | 12    | 0     | 2     | 38    | 6        | .223  | .274     | .238     | .512  |
| 通算：9年 | 通算：9年 | 396   | 1073  | 914   | 55    | 196   | 25       | 3        | 6        | 245   | 72    | 1     | 1        | 56    | 8     | 84    | 6     | 11    | 228   | 18       | .214  | .286     | .268     | .554  |

- 2024年度シーズン終了時

### 年度別守備成績
| 年 度 | 球 団 | 捕手  | 捕手  | 捕手  | 捕手  | 捕手  | 捕手     | 捕手  | 捕手     | 捕手     | 捕手     | 捕手     |
| 年 度 | 球 団 | 試 合 | 刺 殺 | 補 殺 | 失 策 | 併 殺 | 守 備 率 | 捕 逸 | 企 図 数 | 許 盗 塁 | 盗 塁 刺 | 阻 止 率 |
| ----- | ----- | ----- | ----- | ----- | ----- | ----- | -------- | ----- | -------- | -------- | -------- | -------- |
| 2016  | 阪神  | 25    | 139   | 18    | 1     | 0     | .994     | 1     | 16       | 15       | 1        | .063     |
| 2017  | 阪神  | 42    | 301   | 32    | 1     | 3     | .997     | 2     | 25       | 17       | 8        | .320     |
| 2018  | 阪神  | 14    | 53    | 5     | 1     | 1     | .983     | 1     | 5        | 3        | 2        | .400     |
| 2019  | 阪神  | 20    | 110   | 11    | 1     | 0     | .992     | 1     | 9        | 8        | 1        | .111     |
| 2020  | 阪神  | 37    | 169   | 15    | 0     | 1     | 1.000    | 2     | 11       | 8        | 3        | .273     |
| 2021  | 阪神  | 42    | 178   | 17    | 1     | 1     | .995     | 0     | 10       | 7        | 3        | .300     |
| 2022  | 阪神  | 59    | 312   | 36    | 0     | 5     | 1.000    | 2     | 26       | 15       | 11       | .423     |
| 2023  | 阪神  | 83    | 545   | 48    | 2     | 4     | .997     | 1     | 31       | 20       | 11       | .355     |
| 2024  | 阪神  | 63    | 379   | 42    | 2     | 3     | .995     | 0     | 29       | 22       | 7        | .241     |
| 通算  | 通算  | 385   | 2186  | 224   | 9     | 18    | .996     | 10    | 162      | 115      | 47       | .290     |

- 2024年度シーズン終了時[注 3]
- 太字年はゴールデングラブ賞受賞年

### 表彰
- ゴールデングラブ賞：1回（捕手部門：2023年）
- 月間最優秀バッテリー賞：2回（2021年10月 投手：髙橋遥人、2022年交流戦 投手：青柳晃洋）
- JERAセ・リーグAWARD特別賞：1回（2023年）

### 記録
初記録
- 初出場・初先発出場：2016年7月19日、対読売ジャイアンツ15回戦（阪神甲子園球場）、「8番・捕手」で先発出場
- 初打席：同上、2回裏に内海哲也から空振三振
- 初安打：2016年7月23日、対広島東洋カープ17回戦（MAZDA Zoom-Zoom スタジアム広島）、7回表に黒田博樹から中前安打
- 初打点：2016年8月23日、対横浜DeNAベイスターズ17回戦（横浜スタジアム）、1回表に井納翔一から右越二塁打
- 初本塁打：2016年8月24日、対横浜DeNAベイスターズ18回戦（横浜スタジアム）、4回表に久保康友から左越ソロ
- 初盗塁：2020年10月25日、対読売ジャイアンツ23回戦（東京ドーム）、1回表に二盗（捕手：大城卓三 投手：畠世周）

### 背番号
- 12（2016年[8] - ）

### 代表歴
- 第39回日米大学野球選手権大会日本代表